# Глинка, Иван Николаевич (отец композитора)
Иван Николаевич Глинка (7 (18) января 1777 — 3 (15) марта 1834) — капитан в отставке, владелец села Новоспасское с деревнями в Ельнинском уезде Смоленской губернии.

## Биография
Родился 7 (18) января 1777 года. Родители: Николай Алексеевич (1735 — 29 июня (11 июля) 1805 и Фёкла Александровна, урожд. Соколовская (1747 — 6 (18) октября 1809).
Был женат на троюродной сестре Евгении Андреевне Глинка-Земелька (24 декабря 1783 (4 января 1784) — 31 мая (12 июня) 1851).

## Имение
Имение располагалось на берегу Десны, в 20 вёрстах от уездного города Ельни, близ которого находится исток Десны. По описаниям, было окружено непроходимыми лесами. Усадьба в Новоспасском была обустроена как крупный архитектурно-ландшафтный комплекс. Велось самодостаточное натуральное хозяйство с сельскохозяйственным и ремесленным производством. Иван Николаевич завёл небольшое хозяйство, в котором были винокуренный и конный заводы, мельница, оранжерея. Целый городок мастеровых обеспечивал господ всем необходимым.
В селе в конце XVIII века была построена церковь в стиле барокко, на колокольне было 6 колоколов.
Усадебный дом был окружён английским парком с каскадом прудов. Плотина образовывала пруд с островом посредине. Заповедным местом был источник, который сохранился до сих пор. Новоспасский парк считался одним из лучших парковых ансамблей в губернии.
Играл крепостной оркестр Афанасия Андреевича Глинки, родного дяди Михаила Глинки. Репертур состоял из произведений Керубини, Мегюля, Моцарта, Бетховена, Гайдна и др.